# William Grut

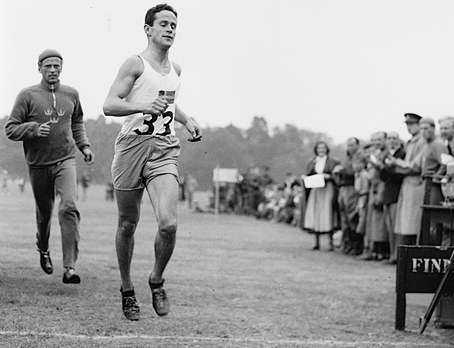
Grut 1948 beim Olympiasieg im Modernen Fünfkampf

William Oscar Guernsey „Willie“ Grut (* 17. September 1914 in Stockholm; † 20. November 2012 in Östersund) war ein schwedischer Moderner Fünfkämpfer. Er war 1948 der sechste Schwede, der die Einzelwertung im Modernen Fünfkampf bei Olympischen Spielen gewinnen konnte.

## Karriere
William Grut, der für A1 Idrottsförening (A1 Sportvereinigung) in Stockholm startete, war ein recht erfolgreicher Schwimmer, der von 1931 bis 1936 25 schwedische Meistertitel gewann. 1935 wurde er mit SK Neptun Stockholm schwedischer Meister im Wasserball. An den Olympischen Spielen 1936 in Berlin nahm Grut mit der schwedischen Schwimm-Mannschaft teil, kam jedoch nicht zum Einsatz. So war er als Zuschauer dabei, als die Schweden erstmals in der olympischen Geschichte im Modernen Fünfkampf ohne Medaille blieben. Seine sportliche Karriere als Schwimmer wurde durch den Zweiten Weltkrieg beendet, aber er begann in dieser Zeit mit dem Modernen Fünfkampf.
Bei den Olympischen Winterspielen von 1948 in St. Moritz war Grut Teilnehmer für Schweden, als zum einzigen Mal ein Wettkampf im Winter-Pentathlon als Demonstrationsbewerb ausgetragen wurde. Der Bewerb setzte sich aus den Disziplinen Skilanglauf, Abfahrtslauf, Schießen, Reiten und Fechten zusammen und galt als winterliche Entsprechung zum Modernen Fünfkampf. Grut gewann die Silbermedaille hinter Gustaf Lindh und vor Bertil Haase, beide ebenfalls aus Schweden.
Grut hatte zwischen 1938 und 1948 fünfmal den schwedischen Meistertitel im Modernen Fünfkampf gewonnen. Seine erste Meisterschaft gewann er 1938, und er verteidigte diesen Titel in den beiden Folgejahren. Im Kriegsjahr 1944 und 1948 wurde er noch zweimal Schwedischer Meister. Zu den Olympischen Sommerspielen 1948 fuhr er daher recht zuversichtlich nach London. Das Reiten wurde damals als Military-Wettbewerb durchgeführt und Grut hatte mit dem ihm zugelosten Pferd, Clarian Boy, Glück. Er war schnellster von insgesamt neun Reitern ohne Strafpunkte auf dem Tweseldown Racecourse. Beim Fechten teilte er sich Platz eins mit dem Brasilianer Aëcio Coelho. Mit einem fünften Platz im Schießen baute er seine Führung auf den bis dahin knapp hinter ihm liegenden Amerikaner George Moore deutlich aus, Moore belegte in dieser Disziplin lediglich Platz 21. Grut war er auch in seiner Spezialdisziplin, dem Schwimmen, nicht zu schlagen. Im Aldershot Public Bath siegte er über 300 Meter Freistil in 4:17,0 Minuten mit über vier Sekunden Vorsprung. Nach einem achten Platz im Geländelauf hatte Grut 31 Platzierungs-Punkte Vorsprung auf Moore, zwei Punkte dahinter lag sein Landsmann Gösta Gärdin. Einen so überlegenen Sieg gab es weder davor noch danach in der Geschichte des Modernen Fünfkampfes. Für diese Leistung wurde er 1948 mit der Svenska-Dagbladet-Goldmedaille ausgezeichnet.
Nach den Olympischen Spielen 1948 beendete Grut seine aktive sportliche Karriere. Bis 1960 betreute er als Delegationsleiter die schwedischen Modernen Fünfkämpfer. Er war Fahnenträger der schwedischen Mannschaft bei den Olympischen Spielen 1960. Von 1960 bis 1962 war er Generalsekretär des Dachverbandes Union Internationale de Pentathlon Moderne. Für seine Verdienste um die olympische Bewegung wurde er 1988 mit dem Olympischen Orden in Silber ausgezeichnet. Der Berufsoffizier bei der Königlich-Schwedischen See-Artillerie stieg bis zum Range eines Obersts auf. 1939 heiratete Grut Agneta Gyllenstierna, aus der Ehe gingen sechs Kinder hervor.
Der Vater von William Grut, Torben Grut (1871–1945), war Architekt des Olympiastadions für die Olympischen Spiele 1912 in Stockholm.